# 安妮·博林
安妮·博林（或譯安·寶琳，1501年—1536年5月19日），英格蘭王后，英王亨利八世第二個王后，伊麗莎白一世的生母，瑪麗一世的繼母，威爾特伯爵湯馬斯·波林與伊莉莎白之女。
安妮·博林原本是亨利八世第一個王后阿拉貢的凱瑟琳的女侍官。1525年，亨利八世對安妮·博林展開追求，二人于1532年11月秘密結婚。基於第一次婚禮於當時並不合法，兩人於1533年1月再次秘密舉行婚禮。亨利八世與安妮·博林的婚姻旋即成為英格蘭宗教改革的導火索，直至亨利八世掌握英格蘭教會，時任坎特伯雷大主教克蘭麥宣布亨利八世與凱薩琳的婚姻無效，而安妮·博林則為亨利八世的合法妻子。1533年6月1日，安妮·博林正式加冕為英格蘭王后。1533年9月7日，安妮·博林生下女兒伊麗莎白。一心求子的亨利八世對安妮·博林無法生育男性繼承人感到失望，兩人關係亦隨著安妮·博林多次流產逐漸惡化。
1536年4月，亨利八世以叛國之名調查安妮·博林。同年5月2日安妮·博林被捕並關進倫敦塔。5月19日以私通的罪名被斬首。11天後，亨利八世迎娶第三個王后——安妮生前的侍從女官珍·西摩，来自西摩家族，信仰天主教，西摩家族地位比博林家族更高，受到当时贵族的拥护。

## 早年

### 家庭
安妮·博林的父親為湯馬斯·博林，母親為伊莉莎白·博林（Elizabeth Boleyn，婚前姓霍華德 Howard）。出生時間與地點均不確定，现有两种说法，一說為1507年出生，一說為1501年出生。出生地可能是位於諾福克郡的家族宅邸布利克林庄园，也有可能是家族封地肯特郡的赫弗城堡。安妮·博林有一個姊姊瑪麗·博林和一個弟弟－乔治·博林。

### 教育
管理尼德蘭的玛格丽特非常欣賞安妮的父親湯馬斯·博林，遂邀請安妮到尼德蘭宮廷中陪伴她，一般女孩12岁才能有这样的荣誉，但安妮很可能更年轻，女大公非常喜欢安妮，安妮自1513年春天開始住在尼德蘭宮廷，直到她父親於1514年冬天安排她到法國接受完整教育，學習風雅禮儀、舞蹈和文化知識，在那里她学会了在宫廷里生存的种种手段，她头脑聪明、并且善于算计。
在法國，她是玛丽·都铎的继女克勞德王后最寵愛的侍從女官之一，說她語言流利，精明大方，也在英國貴族前來拜訪法國宮廷時擔任翻譯官。這段時間裡，安妮在法國受到了最好的教育，谙熟宫廷斗争的各种手段，善於玩弄權謀，對時髦的法國時尚產生興趣，并对法国的服装、诗歌和音乐颇有造诣，也精通舞蹈、音樂與女紅，和她姐姐玛丽·博林一样，从小在法国宫廷长大，学习妆扮，礼仪，弹琴，跳舞，接受法国上流文明社会的熏陶，還學會了算数、家系、语法、历史、阅读、拼写、写作，安妮除了擅長和一般名媛淑女一樣的针线刺繡、烹飪廚藝、操持家務和唱歌跳舞外，安妮還會玩紙牌、下象棋、賭骰子、騎馬、打獵、射箭、馴鷹，所以她很有文化艺术修养，精通多门语言，深得法国宫廷之道，安妮·博林被琢磨成新潮的時尚女子，精於音樂舞蹈及各種樂器。當安妮到了婚嫁的年龄，看到自己的女儿变成这么一个大美人，俏丽无比，安妮·博林的父親於1521年冬天召喚她回國，1522年1月安妮起程返英準備婚事。

## 返英

### 戀愛

#### 亨利·珀西的追求
1522年入宮成為亨利八世第一任妻子凱瑟琳王后的女侍官，安妮是個美麗與智慧兼具的女人，她懂得时尚，穿着性感，比同时期的其他英国女人思想上要开放先进很多，她成為宮廷社交圈內公認的時髦仕女，讓安妮在相對保守的英國仕女中顯得特別突出，安妮將法國的時尚風潮帶到英國宮廷中，她喜欢光鲜时髦的衣着首饰和歌舞昇平的社交聚会，她能歌善舞，領導時尚。有人形容：「從她的舉止，沒人會認出她的英國出身；她是個地地道道的法國女人。」又擁有大批的男性仰慕者，很快地就被人们公认为是个高雅、智慧又不乏风情的女人，诗人托马斯·怀亚特疯狂爱上她，不停地给她写诗。诺森伯兰伯爵之子亨利·珀西也疯狂爱上她，而她也接受追求，但在1523年諾森伯蘭伯爵嫌博林家门第太低，拒絕讓兒子亨利·珀西與安妮·博林訂婚。

#### 亨利八世的追求
1525年，亨利八世迷戀安妮·博林，安妮姿容秀丽，妩媚动人，對她展開追求。她同样美貌的姐姐瑪麗·博林有着高明的床上工夫，她曾是亨利八世的情婦，虽然漂亮，却沒有安妮那份心计，本质上不似安妮那样才华横溢、野心勃勃，雖有傳言玛丽·博林的一双儿女是他的孩子，但从没得到承认，因為瑪麗並不像安妮這麼有手段和心機，最后惨遭亨利八世抛弃，安妮美貌媚态又富于野心，而且精于权术，不僅拒絕亨利八世的追求，甚至離開宮廷回到肯特郡，亨利八世不但沒有因此減低對她的興趣，反而對安妮更加傾心。她在1527年接受亨利八世的追求，成为亨利的情妇，卻堅持不與他性交，避免生下私生子，直到婚事確定才同意和他發生親密關係。

#### 亨利八世的離婚
亨利八世的第一任王后阿拉贡的凯瑟琳一直未能生下都铎王朝的男性继承人，这让亨利下决心要娶更年轻也更漂亮的安妮·博林为妻子，因为亨利八世认为年轻貌美的安妮一定能替他生个儿子。亨利八世開始著手辦理與第一任妻子的離婚手續，1527年與大臣向梵蒂岡遞出婚姻無效申請。1528年，亨利八世已決定要和她結婚。她的家族升官，在宮中獲得許多朝臣支持；亨利八世在1527年至1528年間至少寫了十七封情書給她，展開熱烈追求。亨利八世雖然已向教廷提出與第一任妻子凱瑟琳的婚姻無效申請，但在凱瑟琳的外甥－神聖羅馬帝國皇帝查理五世的壓力下，教宗克勉七世連著六年拒絕批准這個婚姻無效。
1530年亨利八世將凱瑟琳王后驅逐出宮廷，她在宮中的地位遂被安妮·博林接收，亨利八世还命令把王后的珠宝都转交给取而代之的安妮·博林，1531年亨利八世將凱瑟琳王后趕到偏遠的行宮，然後將王后的寢宮讓給安妮居住，此时安妮已经成为實際上的王后，並被允许正式佩戴王后专属的珠宝，除了她的容颜美色之外，安妮·博林之所以能加冕成为王后，这与她的生育能力是有很大的关系，然而安妮面临的困难却是巨大的——英国人民讨厌她，视她为第三者，而且凱瑟琳的治國能力以及對國王的忠誠贏得了人民的尊敬；欧洲大陆的国家基本都不承认亨利八世的离婚，也不滿亨利的作風，也不承认安妮的王后地位，而遠在離宮的凱瑟琳仍認為自己才是正統的英國王后，而百姓對她的際遇也寄予同情，人们一致认定凱瑟琳才是真正的王后。
最强烈的敵意来自凱瑟琳的祖国西班牙哈布斯堡王朝，当时国力远在英国之上，羅馬教廷更多次派人暗殺她，並宣佈亨利和安妮的婚姻無效，所生的孩子是私生子。反對亨利八世離婚的托馬斯·莫爾，最後在安妮·博林慫恿下被斬首。這時安妮·博林的势力如日中天，她說服亨利八世推動宗教改革，脫離教宗的管轄，並且鼓勵亨利與教廷決裂。1532年當任坎特伯里大主教過世，安妮推薦自家牧師托馬斯·克蘭麥接任。
安妮也爲國事出謀劃策，在鞏固英國與法國間國際關係上也大有所為。她與法國駐英大使交好，成功拉攏英國和法國結盟，對當時英國外交很有影響力，1532年冬促成兩國在法國北部加萊召開會議，法國轉而支持亨利八世的二次婚姻，同年9月1日，安妮被加冕为彭布羅克女侯爵後，大力支持亨利八世在全國推廣新教，壓制天主教勢力，她又充分運用自己與法國的聯繫，竭力推動英法結盟共同對抗西班牙，同時安妮·博林也在积极清除罗马教廷的势力。

### 結婚
在加萊會議贏得法國支持後，安妮對王后位置已是志在必得，她亦同意與亨利同床，1533年1月25日亨利八世與安妮·博林秘密結婚，此时安妮已經懷孕四個月了。5月23日坎特伯里大主教托馬斯·克蘭麥宣佈亨利八世與第一任妻子凱瑟琳的婚姻無效，5月28日宣佈亨利八世與安妮的婚姻是完全合法，6月1日安妮·博林加冕為王后，接著安妮就在宮中安顿下來準備生產，在加冕典礼上，有很多无所畏惧的民众公然嘲笑她，在安妮·博林初次怀孕之时，她与亨利八世两人还很相愛，然而扶正后的安妮·博林却日渐猖狂，手段毒辣且有意揽权，使得亨利八世對她大不如前，對安妮的熱情漸漸消退，因此兩人之間不時發生爭執，直到三個月後，9月7日下午3、4點，女兒伊麗莎白在格林威治普雷森希宮出生才緩和，之後安妮運用各種權力關係，讓女兒成為第一順位繼承人，刚一出生，孩子就拥有了自己的女官和侍卫，為了羞辱凱瑟琳的女儿瑪麗，安妮讓瑪麗來服侍自己的女儿。
女兒的出生，讓亨利八世和安妮·博林有些失望，原本他們都深信這孩子是男的，就連安妮·博林也曾向亨利八世保證腹中的胎兒一定是個男孩，對此亨利八世深信不疑，在孩子尚未出生時，慶賀王子降生的詔書和各種典禮都已經全部准備好了，沒想到安妮生下來的竟也是個女兒，亨利八世一气之下，取消了庆祝王子降生的马上长矛比武大赛，雖然如此，他們仍為這位公主取名伊麗莎白，安妮對於能擁有一個女兒感到十分高興，但卻不討亨利歡心。伊麗莎白三個月大時，安妮將女兒伊麗莎白送至有新鮮空氣的赫特福德郡鄉間成長，也常去探望她，因為安妮擔心瑪麗公主的存在會構成伊麗莎白的威脅，使伊麗莎白有危險，便讓她遠離瑪麗。安妮也親自哺乳伊麗莎白，並讓她受到良好照顧。

### 王后生活
安妮·博林的王后排場比前任王后凱瑟琳還大。有超過250個僕人專職伺候，60個貴族侍女陪伴她。亨利還為安妮添購許多奢華時尚的禮服珍珠、珠寶首飾、羽毛扇、馬車、家具等，也重新裝潢了幾個宮殿以符合她優雅的品味，她的座右銘為「行樂至上」，並選了較帶有侵略意味的白色獵鷹做為她的個人圖章，一直過著奢侈的生活，安妮受到法國新穎思想的影響甚深，安妮主持着庞大的后宫，崇尚法国文化，在她的引领下，引入法式风潮，时髦的法式衣裙在宫中流行起来，為英國宮廷注入一股新意，宫廷也变得金碧辉煌、流光溢彩。假面舞会、比武大会、音乐、诗歌等，这些文艺复兴时期典型的事物都得到了王后的大力支持，在安妮·博林时代，王宫的社交活动之频繁和奢华享乐都达到了顶峰，整個傳統保守的英国宫廷几乎在一夜之间变得绚丽夺目，焕然一新，安妮王后更是在英國宮廷花費大筆支出在衣飾及裝潢等奢侈品上，疯狂地追求豔丽的服饰、奢华的头饰珠宝、时髦的鸵鸟毛扇子、金碧辉煌的室内装饰品。連她的舅舅也受不了她的專橫，之後安妮意识到了自己的名声不佳，之后她试图挽回自己的名声，安妮曾经试图塑造一个贤后的形象，她经常阅读圣经，并告诫宫庭中的女人行为及衣着要严肃、朴素、谨言慎行，还在怀孕期间大度地将侍女送给亨利。
在此期間安妮曾殘酷迫害許多反對她成為王后的人，包括折磨亨利八世與凱薩琳的女兒瑪麗，安妮·博林与玛丽公主可谓是水火不容，在位期间对瑪麗很苛刻，新王后打心眼儿里憎恨玛丽，主要是因为玛丽将对她和国王以后生养的孩子造成威胁，使亨利八世剝奪她「威爾斯公主」的稱號，甚至是有傳聞安妮企图毒死她。凱瑟琳给安妮写信发出了警告，当时已经18岁的玛丽对她的继母也不友善，她还顽固地坚持安妮·博林只不过是亨利的姘妇而非王后，不斷惡言相向，亨利八世非常恼火，父女关系十分紧张，亨利甚至不准瑪麗去探望母親，也不准她們通信。
先是她的珠宝和华丽的衣服都被收走，接着她又被剥夺得几乎一无所有，所有照顾瑪麗生活起居的人都被遣散了。1534年，在安妮的操控下，正迷恋着她的亨利八世強迫瑪麗去做伊麗莎白公主的侍女，并促使议会通过了一件《继承法案》，将王位继承权全部归属给了安妮的孩子。安妮降低玛丽的身份，并从精神上折磨她，还扣减了玛丽公主身为国王长女的物质待遇，她的服装和所获得的钱财，甚至比皇室仆人还差。这样的遭遇对任何处在青春期的少女来说，都是极度的痛苦，為了維護自己的尊嚴，瑪麗拒絕承認《繼承法案》，即使在寫給亨利八世的信件裡，她都堅持簽上「瑪麗公主」的署名，亨利八世對長女不合作的態度十分惱怒，当年的心肝宝贝现在成了他的死敌，在安妮·博林的挑唆下，他毫不客气地开始策划怎样处死玛丽公主，当玛丽在惊恐中患上重病以后，身为继母的安妮王后，甚至下令医生不得医治玛丽公主的病，也不允许任何人前去看望。

### 被捕處決
安妮在生下女兒伊麗莎白之後，多次怀孕但全部流产，一直未能生下都鐸王朝的男性繼承人，令亨利八世彻底绝望，同時她婚后的猜疑、暴怒以及狠毒的手段，使亨利对她十分厌倦，凱瑟琳死后，安妮非常高兴，在宫廷举办了私人舞会。仅仅一个月以后，安妮在1536年1月29日流產了一個兒子，這天同時是前王后凱瑟琳的喪禮。安妮的小產讓亨利八世耐性用盡，凱瑟琳去世後，安妮主动缓和自己与玛丽的关系，开始打算和玛丽和好，但玛丽对安妮的示好并不搭理，因為有傳聞凱瑟琳是安妮偷偷下毒害死的。
安妮一直没有生下男孩，这让她感到自己的王后地位岌岌可危，亨利八世不顧懷孕中的安妮，到處尋花問柳，讓安妮也不得不像凱瑟琳一样，忍受亨利八世到处拈花惹草的毛病，安妮雖然自尊受挫，仍然忍氣吞聲，心想只要能夠生下一個兒子，一切問題就可以迎刃而解。之後她因为不择手段，費盡心機的维护后位而得罪了位高权重的克伦威尔，同時她盛气凌人的态度也得罪不少新教徒，1536年2月，亨利八世已經看上了一位美貌的侍女珍·西摩，一個比她更年輕美麗的女子，珍·西摩是一个非常美貌的女人，这个皮肤白皙，一头金发，体态瘦弱的女子与她之前的两任没有任何一点相似之处。充满西班牙皇室贵族气息的凱瑟琳和狡黠妩媚博览群书的安妮都是属于那种在人群之中很引人注意的女人，而珍生性极为安静，教育程度不高出身也相对较低。
1536年4月，克伦威尔充分利用亨利厌倦安妮的心理，开始扳倒安妮的勢力，他們逮捕安妮的侍女，及跟安妮接触频繁的男人，多半是艺术家、诗人，安妮身旁的音樂家首先被指控與安妮通姦，接著兩名朝臣和亨利八世的侍從被指控同樣的罪名，極力想排除安妮在朝中的势力和影响。她出身小貴族，其家族三代以前是商人，於是她和她的家人很快被定下莫須有的罪名；安妮的弟弟喬治被控與安妮近親通姦和叛國罪遭逮捕，在严刑拷打下，最后所有人都承认王后有不忠的行为，安妮淫乱的名声很大程度上是由她的对手捏造的，但同时她也被怀疑她的臣民们视为淫妇。5月2日午餐時，亨利八世讓侍衛從格林威治宮把安妮王后帶走，關入倫敦塔，之後亨利還讓不到三歲的伊麗莎白公主和安妮在監獄裡關一陣子，這段期間，安妮曾寫一封信給亨利，表達她身為王后的忠心和婦道，亨利八世在安妮·博林死前，曾託人给她送了一份离婚协议书，声称只要安妮·博林在协议书上签字，便能饶她一命，有一种说法是安妮·博林拒绝签字，因为如果她签字同意离婚，伊麗莎白就会变成私生女。另一种说法是，安妮·博林簽署了離婚協議，却在第二天收到了死刑判决书，安妮·博林为了保住自己的王后寶座，想尽了一切办法，终究无法逃脱被废黜、斩首的命运。(據稱有人看到她在腋下夾著頭顱走動。)
5月17日，喬治·博林等受控的幾名男子被處死，5月19日安妮因为通姦叛國等18項罪名被斬首，亨利八世没有采用一般斧頭行刑，而是从法国请来一位有名的剑手，让他用一柄极其锋利的长剑，迅速砍下安妮·博林的頭顱，這年她年仅三十五岁。之後安妮被草草埋葬，距離安妮·博林登上王后寶座的時間僅僅三年，故又有千日王后之稱。安妮被处死後第二天，亨利八世隨即与珍·西摩订婚，十天後正式结为夫妻。這時才兩歲八個月的伊麗莎白公主的頭銜被褫奪，成為私生女，被趕出王宮。
因為國會未通過讓安妮以合適的棺材埋葬，安妮的頭顱與身體被放入一個櫃子，埋在倫敦塔的教堂中。在她的女兒伊麗莎白執政的時代安妮也從未獲平反，甚至連墓碑都沒有，直到在維多利亞女王時代翻修時才被發現確認，並覆上一塊大理石墓碑。

## 子女
安妮·博林與亨利八世之間只有女兒伊莉莎白存活下來。其餘三個孩子皆死亡或流產。
| 姓名           | 出生          | 去世          | 備註                                                                               |
| -------------- | ------------- | ------------- | ---------------------------------------------------------------------------------- |
| 伊麗莎白       | 1533年9月7日  | 1603年3月24日 | 没有结婚，無子嗣，她的死結束了都鐸王朝。                                           |
| 不明           | 1534年        | 1534年        | 由於隱瞞保密，使得此嬰孩連性別，乃至是否真實孕有此子（而非假孕）等都無法確定。     |
| 不明           | 1535年        | 1535年        | 唯一關於這個子嗣的資訊是一封信，但日期也有可能是錯誤的，因此難以驗證其是否真實存在 |
| 姓名不明的兒子 | 1536年1月29日 | 1536年1月29日 | 流产                                                                               |

## 後世作品
- 《都鐸王朝》
- 《安妮·博林（英语：Anne Boleyn (TV series)）》：2021年由英國電視公司Channel 5推出的影集，由牙買加裔女星茱蒂·透納-史密斯（英语：Jodie Turner-Smith）飾演
- 《血性王權：皇家恩仇錄》（Blood, Sex & Royalty）：2022年推出的影集，為劇情式紀錄片